# Terry Francona
Terry Jon „Tito“ Francona (* 22. April 1959 in Aberdeen, South Dakota) ist ein US-amerikanischer Baseball-Manager in der Major League Baseball. Francona ist derzeit Manager bei den Cleveland Indians. Zuvor war er sieben Jahre lang Manager der Boston Red Sox, mit denen er zweimal die World Series gewann (2004, 2007).

## Karriere als Spieler

### Jugend
Francona wuchs in der Nähe von Pittsburgh, Pennsylvania auf begann das Baseballspielen an der New Brighton High School. Er ist der Sohn von Tito Francona, der in der MLB von 1956 bis 1970 spielte.
1980 gewann Francona den Golden Spikes Award. Im selben Jahr wurde er von den Montreal Expos in der ersten Runde als 22. gedraftet.
Er spielte daraufhin erfolgreich in der Minor League und machte sein Debüt in der MLB am 19. August 1981 bei den Montreal Expos. Er spielte dort hauptsächlich als Outfielder. Er gewann mit den Expos die National League Division Series 1981 gegen die Philadelphia Phillies mit 32.

### First Base
im Laufe der Jahre wechselte Francona auf die First Base und bestritt gleich einhundert Spiele mehr als Outfielder. Er wurde bekannt als „contact hitter“ mit sehr wenigen Strikeouts, Walks aber auch wenigen Home Runs.

### Karriereende
Die Expos entließen Francona in der Saison 1985, in der sein Batting Average auf .267 abfiel (im Vergleich zu .346 im Jahr 1984). Er unterschrieb daraufhin Einjahresverträge bei den Chicago Cubs, Cincinnati Reds, Cleveland Indians und den Milwaukee Brewers. Die Brewers verlängerten seinen Vertrag 1990, aber Francona machte nur drei Spiele, sein letztes am 19. April.
Er bestritt insgesamt 708 Spiele mit einem Schlagdurchschnitt von .274, 16 Home Runs und 143 RBIs.

## Karriere als Trainer und Manager

### Trainer in der Minor League
Francona begann als Trainer in der Minor League bei den Chicago White Sox. 1991 trainierte er die Sarasota White Sox in der Gulf Coast League. 1992 war er Trainer der South Bend White Sox in der Midwest League. Als Manager der AA Birmingham Barons in den Jahren 1993 bis 1995 errang er 223–203 Siege und gewann zwei Auszeichnungen: Southern League Manager des Jahres 1993 und Baseball America’s Minor League Manager of the Year. Birmingham gewann 1993 die Southern-League-Meisterschaft.
Er managte auch in der dominikanischen Winter League mit den Las Aguilas Cibaenas und gewann mit ihnen die Meisterschaft. In der Mannschaft spielten heute bekannte Spieler wie Miguel Tejada, Manny Ramirez und Tony Batista.

### Trainer in der Major League
1996 wurde Francona third-base coach bei den Detroit Tigers. Nach der Saison wurde er Manager bei den Philadelphia Phillies. Unter Francona erreichten die Phillies in den Jahren 1997 bis 2000 nie einen besseren Platz als Platz drei in der National League East. Franconas beste Platzierung erreichte er 1999 mit 77–85 Siegen. In den Jahren 1998 und 1999 wurden die Phillies Dritter hinter den Atlanta Braves und ihren Rivalen, den New York Mets.
2000 wurde er entlassen und assistierte in der darauffolgenden Saison dem General Manager der Cleveland Indians. Anschließend unterschrieb er jeweils Einjahresverträge bei den Texas Rangers (2002) und den Oakland Athletics (2003).

#### Red Sox Manager
Nachdem die Red Sox 2003 die American League Championship Series gegen die Yankees verloren, wurde Francona 2004 zu deren Manager ernannt.
Er führte das Team zu einer 98–64 Bilanz, dem zweitbesten Ergebnis in der American League hinter den Yankees.
Am Ende der Saison 2004 waren die Red Sox drei Spiele hinter den Yankees in der American League East, konnten aber trotzdem die Teilnahme an den Playoffs durch die Wild Card der American League sichern. In der ersten Runde schlugen sie dort die Anaheim Angels in drei Spielen. Daraufhin folgte ein erneutes Treffen mit den New York Yankees. Die Red Sox verloren die ersten drei Spiele der Serie und lagen 4:3 zurück im 9. Inning in Spiel 4. Den Red Sox gelang etwas, das sonst immer nur ihren Gegner vorbehalten war: Sie zogen gleich und gewannen mit Hilfe eines 2-Run-Homeruns von David Ortiz im 12. Inning 6:4. Den Abend darauf holten sie erneut einen Rückstand auf und gewannen im 14. Inning 5:4. Curt Schilling gewann das sechste Spiel für die Red Sox. Er hatte sich gegen Anaheim am Knöchel verletzt und spielte unter starken Schmerzen; da er sich nur einer notdürftigen Operation unterzogen hatte, fing sein Knöchel an zu bluten und sein Strumpf wurde rot. Die Red Sox gewannen das entscheidende Spiel 7 10:3 und zogen in die World Series ein. Es war das erste Mal in der Geschichte von Major League Baseball, dass ein Team einen Rückstand von drei Spielen aufholte und – zusammen mit den vier anschließenden Spielen der World Series – acht Spiele in Folge gewann. Schnell wurde dieses Comeback als das beste seiner Art in der Geschichte des professionell organisierten Sportes in den Vereinigten Staaten gefeiert.
Während der Saison 2005 wurde Francona mit Brustschmerzen in ein Krankenhaus eingeliefert. Wie sich herausstellte erlitt er zwar keinen Herzinfarkt, hatte aber stark zugesetzte Arterien. Dieser Vorfall sowie eine lebensgefährliche Lungenembolie 2002 und andauernde Behandlungen gegen Thrombose führten zu ständigen Kreislaufproblemen. Er musste deswegen sogar besondere Kleidung tragen. Auch sein Trikot ist ständig unter einem Pullover versteckt.
2007 hingegen gewannen die Red Sox die World Series mit einem 4:0-Erfolg gegen die Colorado Rockies, nachdem sie zuvor die Los Angeles Angels of Anaheim mit 3:0 und die Cleveland Indians mit 4:3 schlagen konnten.
Unter all den Managern, die an mindestens 20 Spielen in der Post-Season teilnahmen, hat Francona die höchste Siegesrate.
Er ist auch der erste Manager in der Geschichte der MLB der die ersten acht Spiele einer World Series in Folge gewann.
Am 24. Februar 2008 gaben die Red Sox bekannt, das Franconas Vertrag bis 2011 verlängert wird. Der Verein hält außerdem eine Option für 2012 und 2013. Dieser Vertrag bringt Francona 12 Millionen US-Dollar, bei der optionalen Verlängerung sogar 20 Millionen.
Am 2. Juni 2009 verzeichnete Francona seinen 500. Sieg als Red Sox Manager. Er ist damit erst der dritte Manager in der Vereinsgeschichte mit 500 Siegen (nach Joe Cronin und Mike Higgins).
Nachdem die Red Sox zum zweiten Mal nacheinander die Playoffs verpassten, beendete Francona am 30. September 2011 seine dortige Tätigkeit. Ein Jahr nahm Terry Francona eine Auszeit, bevor er zur Saison 2013 als Manager bei den Cleveland Indians anheuerte.

## Privatleben
Francona ist seit dem 9. Januar 1982 mit Jacque Lang verheiratet. Das Paar hat vier Kinder, Sohn Nicholas und die Töchter Alyssa, Leah und Jamie. Die Familie lebt derzeit in Brookline, Massachusetts. Nicholas Francona spielte College Basketball bei der University of Pennsylvania und eine Zeitlang auch in der Cape Cod Baseball League. Er ist derzeit Leutnant beim United States Marine Corps. Seine Töchter Alyssa und Leah spielten Softball an der University of North Carolina.

## Statistik als Manager
| Mannschaft | Jahr       | Saison   | Saison   | Saison     | Saison         | Playoffs | Playoffs | Playoffs   | Playoffs                                                            |
| Mannschaft | Jahr       | gewonnen | verloren | gewonnen % | Platzierung    | gewonnen | verloren | gewonnen % | Ergebnis                                                            |
| ---------- | ---------- | -------- | -------- | ---------- | -------------- | -------- | -------- | ---------- | ------------------------------------------------------------------- |
| PHI        | 1997       | 68       | 94       | .420       | 5th in NL East | –        | –        | –          |                                                                     |
| PHI        | 1998       | 75       | 87       | .463       | 3rd in NL East | –        | –        | –          | -                                                                   |
| PHI        | 1999       | 77       | 85       | .475       | 3rd in NL East | –        | –        | –          | -                                                                   |
| PHI        | 2000       | 65       | 97       | .401       | 5th in NL East | –        | –        | –          | -                                                                   |
| PHI Gesamt | PHI Gesamt | 285      | 363      | .440       |                | –        | –        | –          |                                                                     |
| BOS        | 2004       | 98       | 64       | .605       | 2nd in AL East | 11       | 3        | .786       | World Series 2004 Sieger                                            |
| BOS        | 2005       | 95       | 67       | .586       | 2nd in AL East | 0        | 3        | .000       | Niederlage gegen die Chicago White Sox in der ALDS 2005             |
| BOS        | 2006       | 86       | 76       | .531       | 3rd in AL East | –        | –        | –          | -                                                                   |
| BOS        | 2007       | 96       | 66       | .593       | 1st in AL East | 11       | 3        | .786       | World Series 2007 Champion                                          |
| BOS        | 2008       | 95       | 67       | .586       | 2nd in AL East | 6        | 5        | .545       | Niederlage gegen die Tampa Bay Rays in der ALDS 2008                |
| BOS        | 2009       | 95       | 67       | .586       | 2nd in AL East | 0        | 3        | .000       | Niederlage gegen die Los Angeles Angels of Anaheim in der ALDS 2009 |
| BOS        | 2010       | 89       | 73       | .549       | 3rd in AL East | –        | –        | –          | -                                                                   |
| BOS Gesamt | BOS Gesamt | 654      | 480      | .577       |                | 28       | 17       | . 542      | zweimal AL Champion und zwei World Series Siege                     |
| Gesamt     | Gesamt     | 939      | 843      | .527       |                | 28       | 17       | . 542      |                                                                     |